# 2MASS J00001354+2554180
2MASS J00001354+2554180 ist ein Brauner Zwerg der Spektralklasse T4.5 im Sternbild Pegasus. Er wurde 2004 von Gillian R. Knapp et al. entdeckt.